# Elbflorenz (Fernsehserie)
Elbflorenz ist eine Familienserie, die 1994 im ZDF lief und auch im ORB gesendet wurde. Gedreht wurde in der Sächsischen Schweiz.

## Inhalt
Sabine Böhling erfüllt sich mit der Neueröffnung der rekonstruierten Gaststätte namens „Elbflorenz“ im Elbsandsteingebirge in Sachsen einen Traum. Sie will noch einmal ganz von vorne anfangen. Ihre Schwester Susan, die nach 34 Jahren aus Kanada zurückgekehrt ist, platzt in die Eröffnungsfeierlichkeiten.
Am Grab der Mutter bricht zwischen den Schwestern ein unerbittlicher Streit um das Erbe aus.
Susan möchte in Sachsen bleiben und quartiert sich mit ihrer Familie erst einmal im verfallenen Nebengebäude ein. Sabine und Susan verfolgen energisch und gegeneinander ihre Ziele und merken nicht, dass sie dadurch ihre Familien aufs Spiel setzen. Aber sie haben die Rechnung ohne ihre beiden Männer Peter und Bernd gemacht.

## Episodenliste
| Nummer | Titel                           | Erstausstrahlung (Deutschland) |
| ------ | ------------------------------- | ------------------------------ |
| 1      | Neues Haus am alten Strom       | 5. April 1994                  |
| 2      | Sachsenschrat und Weinnase      | 12. April 1994                 |
| 3      | Schikanen                       | 19. April 1994                 |
| 4      | Liebe inbegriffen               | 26. April 1994                 |
| 5      | Schiff auf Grund                | 3. Mai 1994                    |
| 6      | Gute Freunde, schlechte Freunde | 10. Mai 1994                   |
| 7      | Auf eigene Gefahr               | 17. Mai 1994                   |
| 8      | Die Aushilfschefin              | 24. Mai 1994                   |
| 9      | Trennung von Tisch und Theke    | 31. Mai 1994                   |
| 10     | Mutter Elbe, Vater Rhein        | 7. Juni 1994                   |
| 11     | Hexenschuß                      | 14. Juni 1994                  |
| 12     | Eifersucht                      | 28. Juni 1994                  |
| 13     | Ende eines Traums               | 5. Juli 1994                   |